# 중앙서체
중앙서체는 중앙일보에서 배포하는 트루타입 글꼴이다. 신문명조, 명조, 고딕체가 포함되어 있다. 출판, 방송, 배포, 전시판매등 어떠한 용도도 사용이 불가하며 오로지 개인용으로만 가능하다.